# 浮梁州
浮梁州，元朝时设置的州。
元贞元年（1295年）升浮梁县置，治所在今江西省浮梁县。属饶州路。辖境相当今江西省景德镇市和浮梁县。明朝洪武初年，降为县。